# John William Inchbold

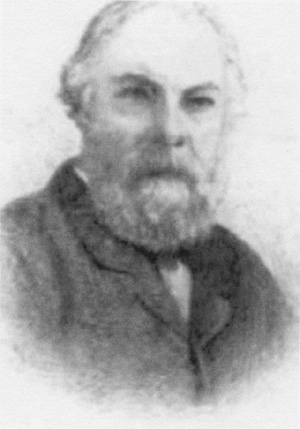
John William Inchbold

John William Inchbold (Leeds, Yorkshire, 29 augustus 1830 – aldaar, 23 januari 1888) was een Engels landschapsschilder. Hij wordt geassocieerd met de prerafaëlieten.

## Leven en werk
Inchbold, zoon van een kranteigenaar, toonde al op jonge leeftijd begaafdheid voor tekenen en ging in de leer bij het lithografische bedrijf Day and Haghe. Daar leerde hij aquarelleren bij de van oorsprong Belgische graficus Louis Haghe. In 1847 startte hij een studie aan de Royal Academy of Arts en vestigde zich te Londen.
Inchbold exposeerde voor het eerst in de winter van 1849-1850, bij de 'Society of British Artists', met een aantal waterverfschilderijen. De stijl van zijn eerste schilderijen was losjes en romantisch, onder invloed van William Turner. Na een expositie bij de Royal Academy in 1951 kwam hij in contact met kunstschilder Dante Gabriel Rossetti, waarna hij de schilderstijl van de prerafaëlieten overnam. Dit kwam vooral tot uitdrukking in een grote aandacht voor detail en een bijna glanzend kleurgebruik. Zijn schilderijen In Earlt Spring, Moorland en  The White Doe of Rylstone  (allen uit 1855) werden geprezen door John Ruskin, die aanvankelijk een nieuwe Turner in hem zag en hem aanmoedigde berglandschappen te gaan schilderen. Ruskin sponsorde ook enkele reizen die Inchbold tussen 1856 en 1860 naar Zwitserland maakte. Uit deze periode stammen andere met The Jungfrau (1857), The Lake of Lucerne (1857) en On the Lake of Thun (1860). Inchbold groeide uit een der bekendste (zij het ook een der weinige) landschapsschilders onder de prerafaëlieten. Zijn beschermheer Ruskin wist hij op de langere duur echter niet meer te bekoren. Diens hoge verwachtingen bleek hij uiteindelijk niet te kunnen inlossen.
Inchbold, die nooit trouwde, stond bekend als een solitaire, weinig sociale en vaak barse man: wellicht reden waarom hij zo weinig mensfiguren schilderde, in tegenstelling tot de andere prerafaëlieten. Hij genoot behalve als schilder ook enige faam als dichter, was bevriend met Algernon Swinburne en publiceerde in 1868 een bundel sonnetten onder de titel Annus Amoris. In 1869 raakte Inchbold in financiële moeilijkheden en leefde jarenlang in onzekere omstandigheden. In 1877 vertrok hij naar Montreux, aan het Meer van Genève, en schilderde nog tal van Zwitserse berglandschappen, vaak in waterverf, inmiddels weer in een wat meer lossere stijl. In 1886 keerde hij terug naar zijn geboorteplaats Leeds (Headingley), waar hij in 1888 op 57-jarige leeftijd overleed aan een hartaanval.
Werk van Inchbold bevindt zich momenteel in Tate Gallery, het Victoria and Albert Museum (beide te Londen) en de Leeds Art Gallery.

## Galerij

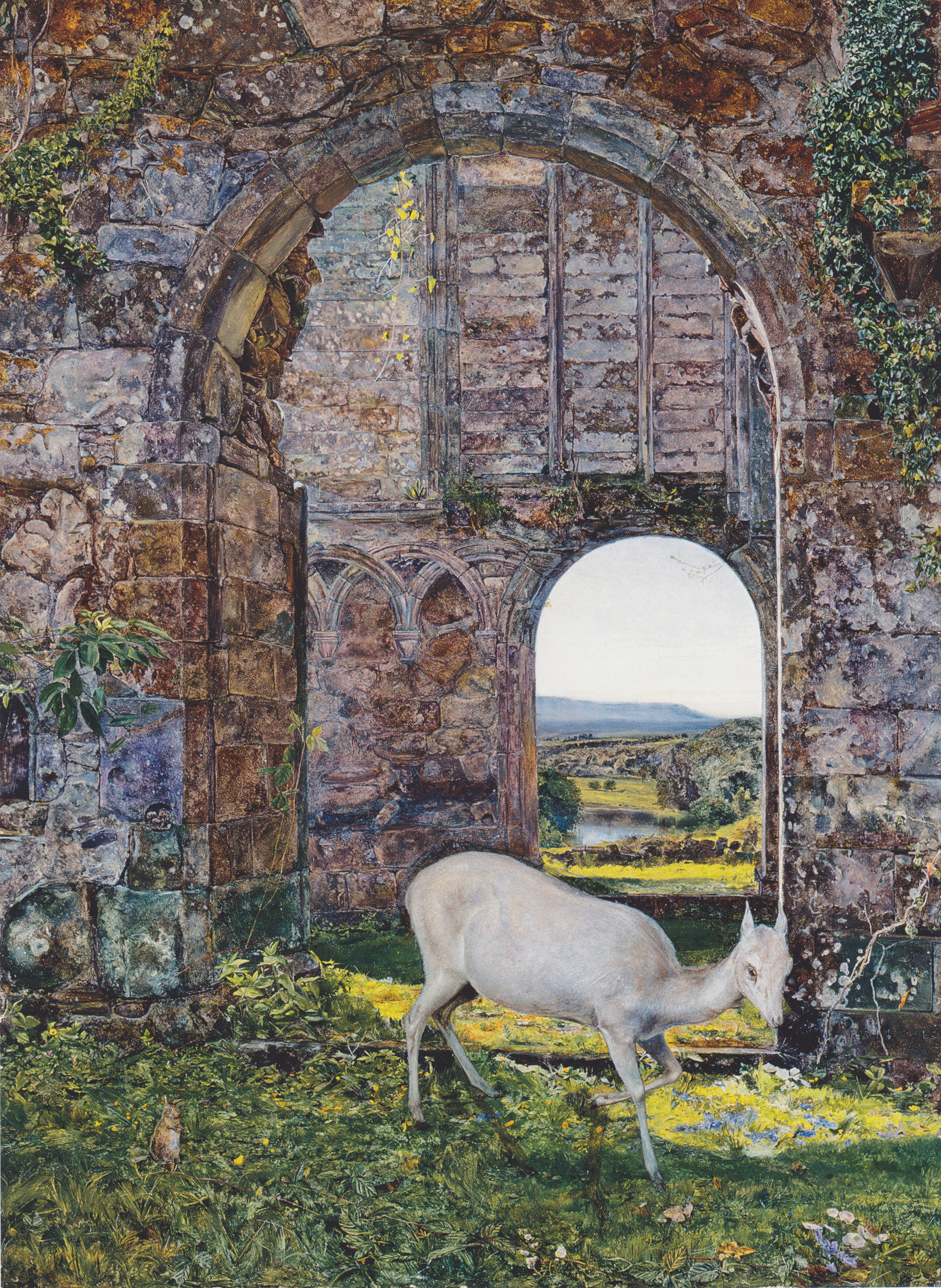
The white doe of Rylstone, 1855
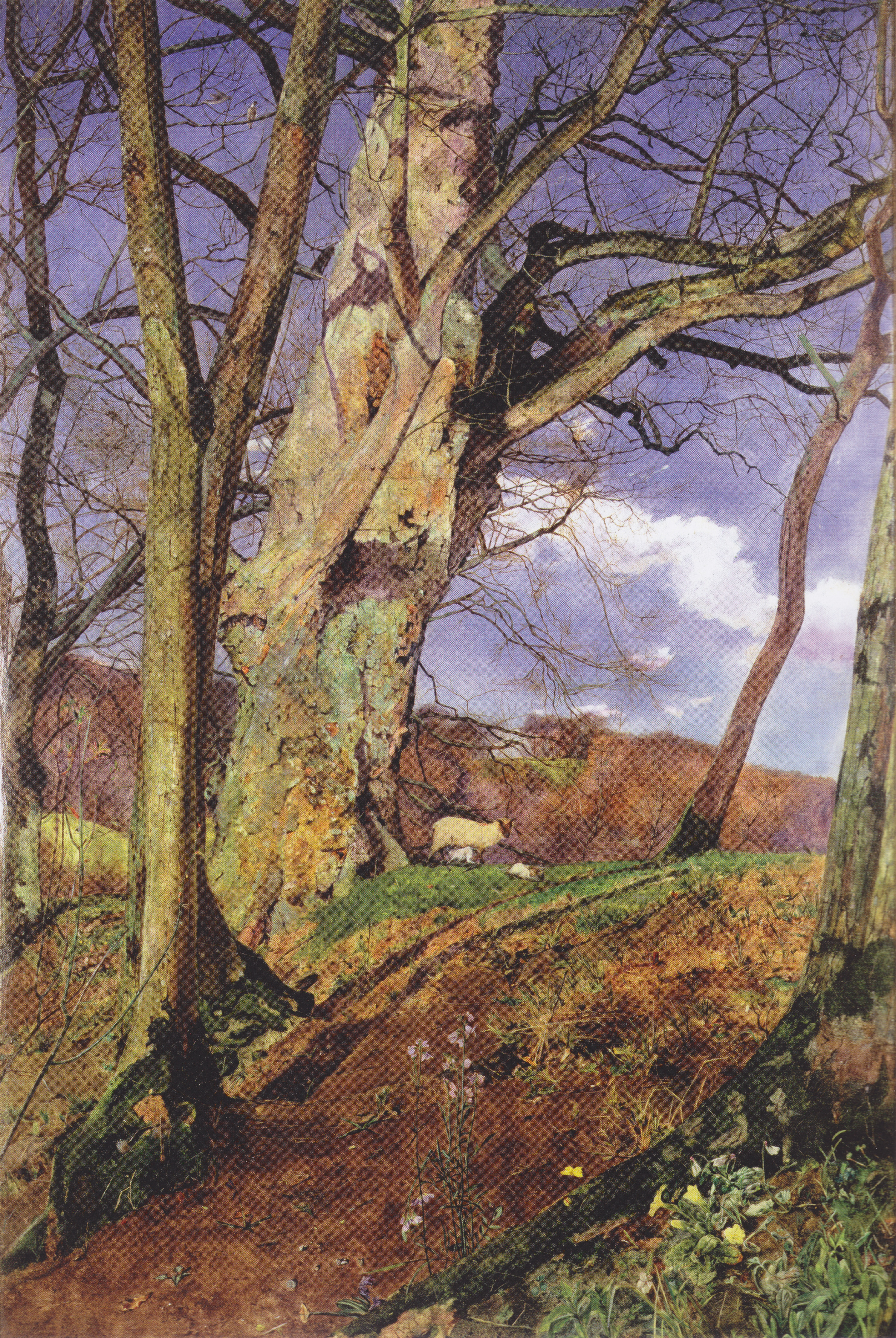
In Early Spring; A Study in March, 1855, naar een gedicht van William Wordsworth, over de aankondiging van de lente
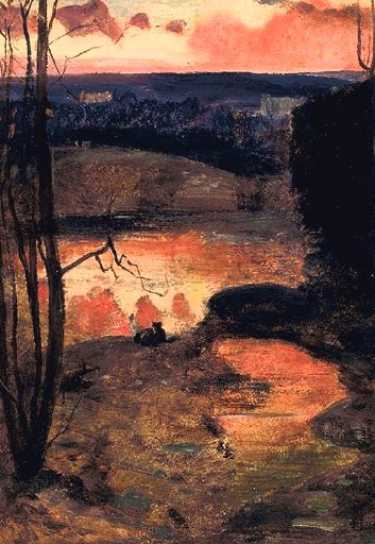
Barden Fells, 1866
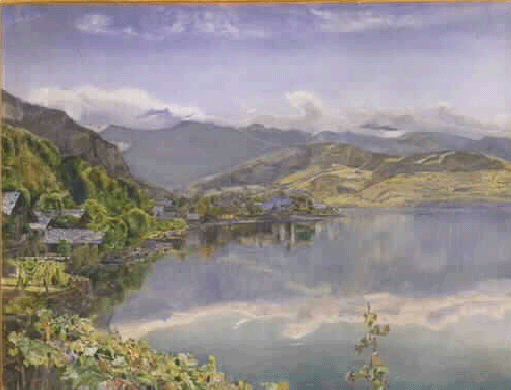
The Lake of Lucerne, 1857
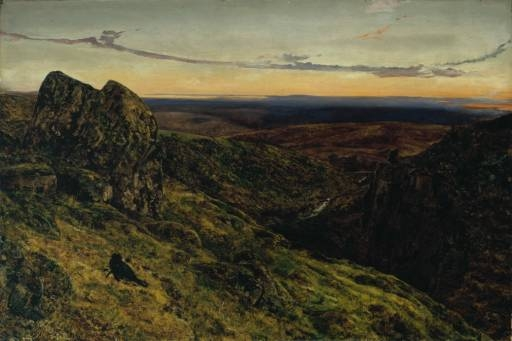
Moorland, 1855